# Raubsville, Pennsylvania
Raubsville, Pennsylvania (енгл. Raubsville) насељено је место без административног статуса у америчкој савезној држави Пенсилванија.

## Демографија
По попису из 2010. године број становника је 1.088.
| Група             | 2000.    | 2010.       |
| Белци             | 0 (0,0%) | 961 (88,3%) |
| Афроамериканци    | 0 (0,0%) | 45 (4,1%)   |
| Азијати           | 0 (0,0%) | 38 (3,5%)   |
| Хиспаноамериканци | 0 (0,0%) | 28 (2,6%)   |
| Укупно            | 0        | 1.088       |